# Scalabriniani
Gli scalabriniani sono una famiglia religiosa cattolica, fondata da san Giovanni Battista Scalabrini ed è composta da due congregazioni e da un istituto secolare. Gli scalabriniani hanno fatto proprio l'invito evangelico Ero straniero e mi avete accolto Mt25,35.

## Le congregazioni

### I missionari di San Carlo
La Congregazione dei missionari di San Carlo è una comunità religiosa cattolica maschile.
La Congregazione, composta da sacerdoti e laici consacrati, è stata fondata a Piacenza, nel 1887, da san Giovanni Battista Scalabrini.

### Le missionarie di San Carlo
La Congregazione delle suore missionarie di San Carlo Borromeo è stata fondata da san Giovanni Battista Scalabrini a Piacenza, nel 1895, ed ha come cofondatori i fratelli padre Giuseppe Marchetti e madre Assunta Marchetti. La missione di questa Congregazione è analoga a quella del ramo maschile: il servizio missionario ai migranti, di preferenza i più poveri e bisognosi.
La Congregazione si è diffusa inizialmente in Brasile e, di seguito, in Europa (1936), in America del Nord (1941) e, negli ultimi decenni, in altri paesi dell'America Latina, in Asia e in Africa. Le scalabriniane sono, oggi, circa ottocento suore, presenti in venticinque nazioni. Le suore vivono in fraternità e si impegnano nella catechesi, nell'educazione cristiana, nella pastorale della salute, nell'azione socio-pastorale. Negli ultimi anni le suore sono state animatrici di movimenti popolari e di organizzazioni non governative (ONG).

## Missionarie secolari scalabriniane
Le missionarie secolari scalabriniane sono un Istituto secolare, nato il 25 luglio 1961 a Soletta (Svizzera) in un contesto migratorio e scalabriniano, eretto nella Chiesa il giorno di Pasqua del 1990.
È sorto per una scelta di consacrazione a Dio nel mondo, che porta a sperimentare l'accoglienza di Gesù crocifisso e risorto, compagno indivisibile, riconosciuto specialmente nei migranti più poveri e sradicati. "Ero straniero e mi avete accolto" (Mt 25,35). È lo stesso Cristo che chiama a prendere parte al dolore e alla speranza dell'uomo migrante, a scendere con Lui nelle situazioni più dure e ingiuste, segnate dalla frammentazione e dalla dispersione. Camminando sulle strade dell'esodo con i migranti di ogni etnia, cultura e religione, le missionarie secolari attingono alla spiritualità di san Giovanni Battista Scalabrini, al suo carisma della totalità, attraverso il quale egli vede nello stesso dramma dell'emigrazione una via di unificazione della famiglia umana in Cristo.
La comunione trinitaria, fonte che alimenta la contemplazione e la comunione fraterna, le unisce da diverse provenienza in piccole comunità internazionali. Essi diventano laboratori di rapporti nuovi, che valorizzano la ricchezza delle differenze, ogni apertura all'altro, ogni slancio missionario.
Come missionarie secolari, senza alcun segno esteriore che distingua dagli altri, senza opere stabili, esse intendono rimanere in un dialogo costante con il mondo, e riconoscere in ogni ambiente il luogo ideale in cui far spazio, nella via dei voti, alla vita di Gesù povero, vergine ed obbediente, vero uomo universale. Negli ambienti plurietnici, in Europa e in Brasile, sono inserite con un lavoro nel campo sociale, culturale e pastorale; nei settori scolastico, medico-ospedaliero, artistico ecc. La loro missione, ponte tra le varie culture, "sale e lievito" nell'ordinarietà della vita, è a servizio dell'annunzio e della formazione cristiana di migranti, di giovani, di amici per un'apertura alla comunione universale, fermento negli ambienti in cui essi vivono.